# Ferraillages
Albums de Dick Annegarn
De ce spectacle ici sur terre
(1978) Citoyen
(1981)
Ferraillages est un album live de Dick Annegarn et de Robert Pete Williams, sorti en 1980. Il a été enregistré les 23 et 24 novembre 1979 au théâtre de Sartrouville.
Dick Annegarn y interprète 6 nouvelles chansons, plus Duduche's blues et Albert de son disque Anticyclone
Ce vinyle n'a jamais été réédité en CD.

## Liste des titres
| 1. | Duduche's blues           | Dick Annegarn        |  |
| 2. | Françoise parodie         | Dick Annegarn        |  |
| 3. | Johnny Johnny             | Dick Annegarn        |  |
| 4. | Désolé                    | Dick Annegarn        |  |
| 5. | I wrote my woman a letter | Robert Pete Williams |  |
| 6. | Drag for you, baby        | Robert Pete Williams |  |
| 7. | Baby, Please Don't Go     | Robert Pete Williams |  |

| 1. | Mama had a shotgun  | Robert Pete Williams |  |
| 2. | I’m goin’ away      | Robert Pete Williams |  |
| 3. | Le blues de Londres | Dick Annegarn        |  |
| 4. | Traversin           | Dick Annegarn        |  |
| 5. | Albert              | Dick Annegarn        |  |
| 6. | Qua-dri-pho-nie     | Dick Annegarn        |  |

## Musiciens
Les deux musiciens interprètent en solo leurs titres respectifs.